# Helmetsesteenwegbrug

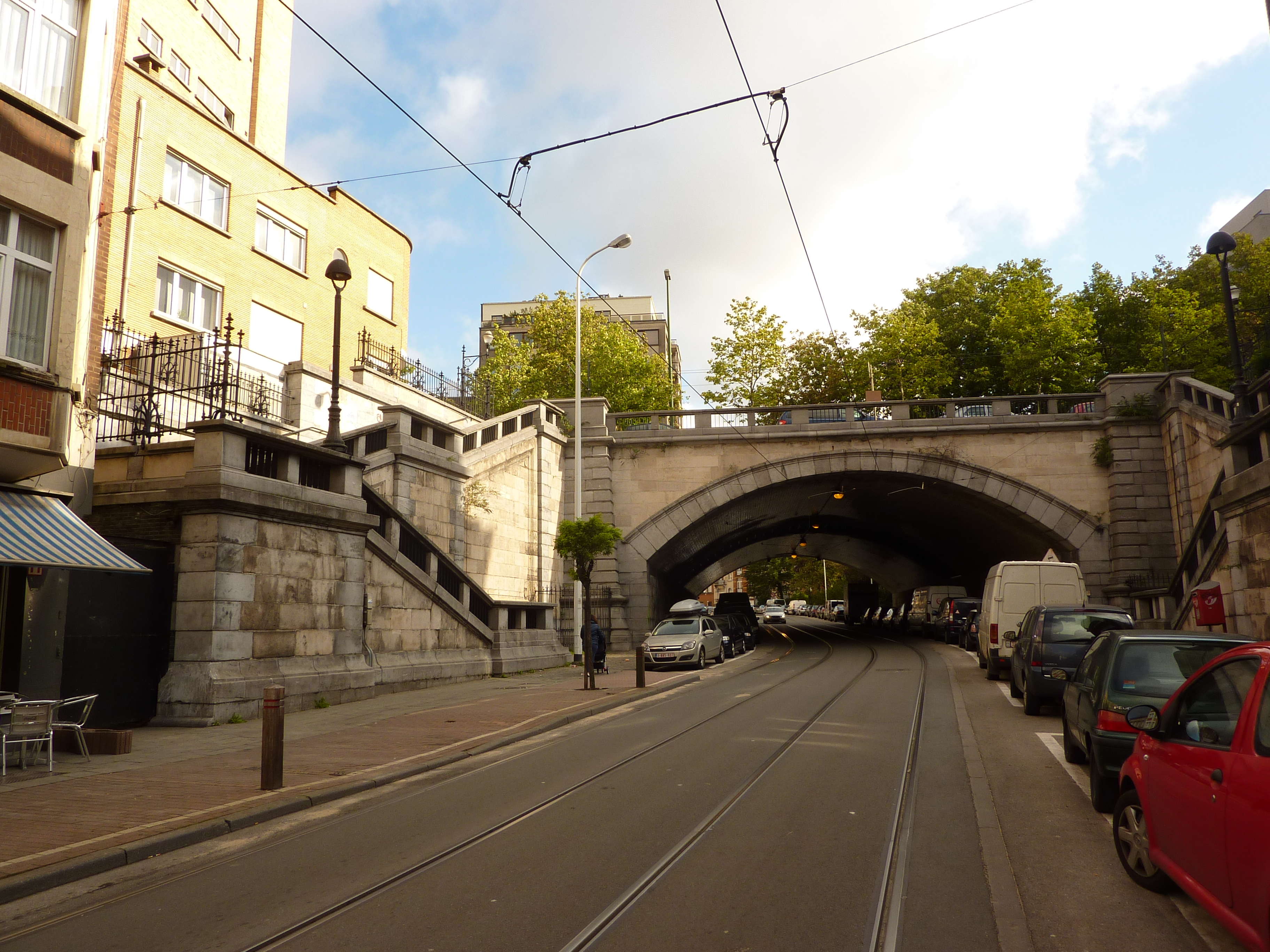
Helmetsesteenwegbrug

De Helmetsesteenwegbrug is een monumentale brug in Schaarbeek waarmee de Lambermontlaan, een deel van de Brusselse Middenring of R21, de Helmetsesteenweg oversteekt.

## Geschiedenis
De aanleg van de Lambermontlaan wordt al in het jaar 1900 overwogen in de gemeenteraad van Schaarbeek. Het is pas in januari 1903 dat een convenant tussen de gemeente en het ministerie wordt gesloten met het oog op de verlenging van de Grote Ring (R21) die toen de kazernes van Etterbeek met de Leuvensesteenweg, vandaag het Meiserplein, verbond. Alle werken werden door de gemeente bekostigd, behalve de kruisingen met de Haachtse- en Helmetsesteenweg, waarvan de aanleg door het ministerie van Openbare Werken werd voorzien. De laatste afwerkingen werden in 1912 beëindigd.
De Helmetsesteenweg was toen al een oude weg die Schaarbeek met de Everse, later Schaarbeekse, wijk Helmet verbond.

## De brug
De Helmetsesteenwegbrug is nagenoeg identiek aan de brug over de Haachtsesteenweg en heeft een overspanning van 16 meter, een breedte van 43 meter en een hoogte in het midden van 6,42 meter. In werkelijkheid gaat het om twee bruggen van 21,4 meter breed gescheiden door een lichtkoepel van 3,2 meter breed. De lichtkoepel situeert zich ter hoogte van de middenberm die de beide rijrichtingen op de Lambertmontlaan scheidt.
De basisstructuur van de twee bruggen bestaat uit een gemetselde boog waarvan de dikte varieert van 1,05 meter, in het midden van de boog, tot 2,03 meter bij de steunmuren. De grote spatkrachten van de zachte boog worden tegengehouden door imposante steunmuren in metselwerk. Een betonlaag werd op de boog gegoten om het monolithische aspect van het geheel te versterken. Een asfaltlaag werd daarna op de boog aangebracht ter afsluiting, waarna het geheel werd gedekt met aanaarding tot op het niveau van de Lambermontlaan.
De brug, net als de brug van de Lambertmontlaan over de Haachtsesteenweg, werd ontworpen door ingenieur Paul Christophe voor het bestuur Bruggen en Wegen.